# ميشيل تشارلزورث
ميشيل تشارلزورث (بالإنجليزية: Michelle Charlesworth)‏ هي صحفية ومذيعة أمريكية، ولدت في 7 يونيو 1970.